# Acanthodoris pilosa
Acanthodoris pilosa é uma espécie de molusco pertencente à família Onchidorididae.
A autoridade científica da espécie é Abildgaard in Müller, tendo sido descrita no ano de 1789.
Trata-se de uma espécie presente no território português, incluindo a zona económica exclusiva.